# Moon, Estland

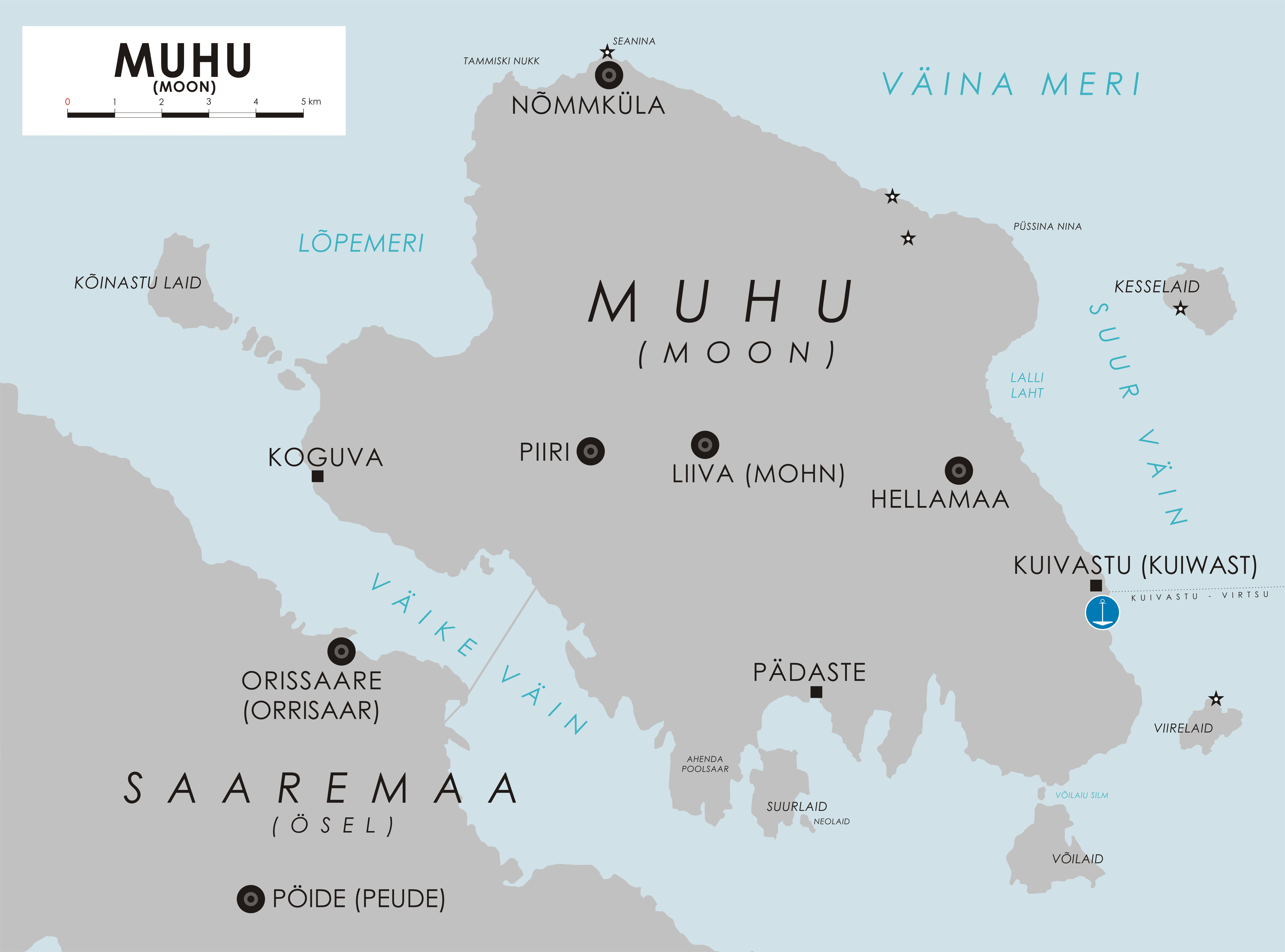
En mera detaljerad karta över Moon

Moon [mo:n] (estniska: Muhu) är en estnisk ö mellan fastlandet och Ösel. Ön har historiskt bebotts av estlandssvenskar.

## Geografi
Moon är 198 km² och därmed Estlands tredje största ö efter Ösel och Dagö. Den utgör, tillsammans med några mindre öar omkring, kommunen Moons kommun som hör till landskapet Saaremaa (Ösel). Ön skiljs från fastlandet av Moonsund, som smalnar av till Storsund (estniska: Suur väin) och från Ösel av Lillsund (Väike väin). Över Lillsund leder en 1896 byggd vägbank till Ösel, och över Storsund går det färja till Rus (Rohuküla) och till Virtsu på fastlandet från Kuivastu.
Öns kyrkby och huvudort är Liiva som ligger centralt på ön. Från färjeläget Kuivastu, via byarna Hellamaa och Liiva och fram till bron över Lillsund går riksväg 10. 
Moons fyrbesatta nordudde heter Seanina. Öns västliga udde heter Sääreots och utanför den ligger ön Kõinastu laid. Moons sydspets utgörs av halvön Võilaid. 
Berggrunden på Moon består till största delen av dolomitmärgel av samma typ som på Gotland, på vilken det finns områden med kalksten i form av fossiliserade koraller. De högsta områdena höjer sig endast cirka 25 m över havsytan, och på ön finns flera våtmarker. Dessa ingår delvis i ett naturskyddsområde (Natura 2000) eftersom där finns många ovanliga arter, bland annat ett stort antal orkidéer.

## Historia
Arkeologiska fynd visar att ön har varit bebodd sedan bronsåldern. Pilspetsar har daterats till 1500-1400-talet f.Kr. På ön finns flera gravfält och en fornborg i Linnuse. Det anses att Moon var det sista fästet för de ursprungliga (troligen estniska) lokala stammarna och att de i slaget vid Moon 1227 besegrades av de tyskättade Svärdsriddarna, som under en sträng vinter kom åt att anfalla över isen. Ön har sedan genom seklerna lytt under Tyskland, Polen, Danmark, Sverige och Ryssland. Öborna har ändå lyckats hålla ett visst mått av frihet, och redan 1532 framgår det av bevarade dokument att det förekom fria bönder på Moon, medan det i övriga Baltikum till stor del rådde livegenskap långt in på 1800-talet. 1917 stod i Moonsund ett sjöslag mellan tyska och ryska flottenheter.
Under sovjettiden 1944–1991 var rörelsefriheten på ön mycket begränsad, vilket fört med sig att biodiversiteten nu är riklig och naturen relativt orörd. Moon tillhörde en militär gränszon som var stängd även för sovjetmedborgare och kunde endast besökas av dem som hade särskilt utfärdade inrikespass.

## Kultur och sevärdheter
- Sankta Katarina kyrka i Liiva.
- Muhu muuseum, Moons hembygdsmuseum i Koguva.
- Pädaste herrgård och park. Parken är öppen för besökare sommartid. Herrgården uppfördes 1875 i nygotisk stil och drivs idag som lyxhotell.

## Bilder

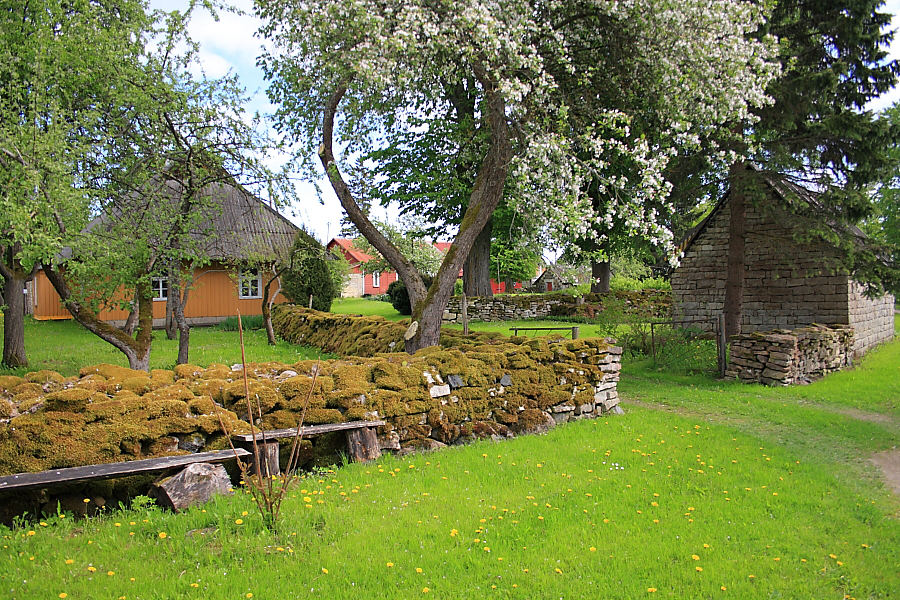
En gammal by
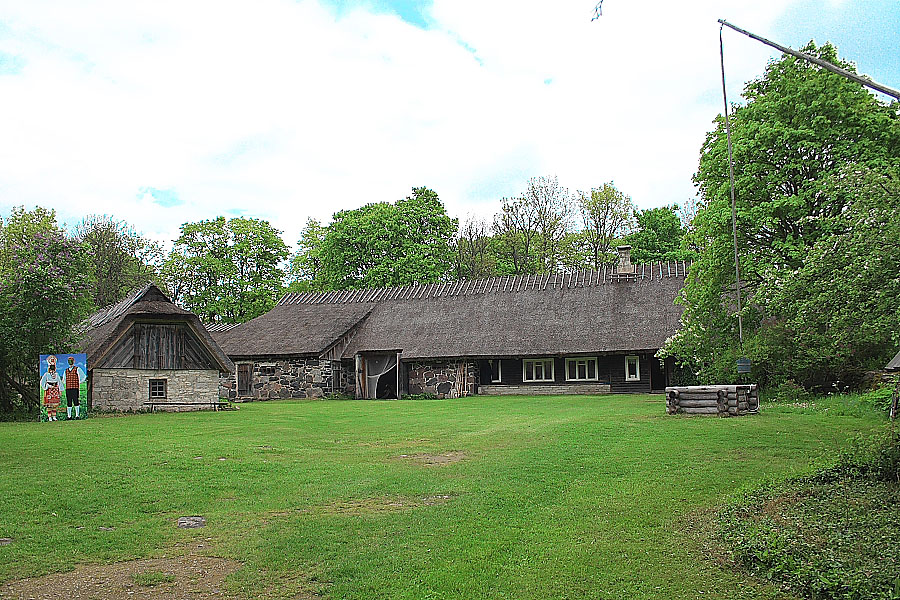
Muhu museum
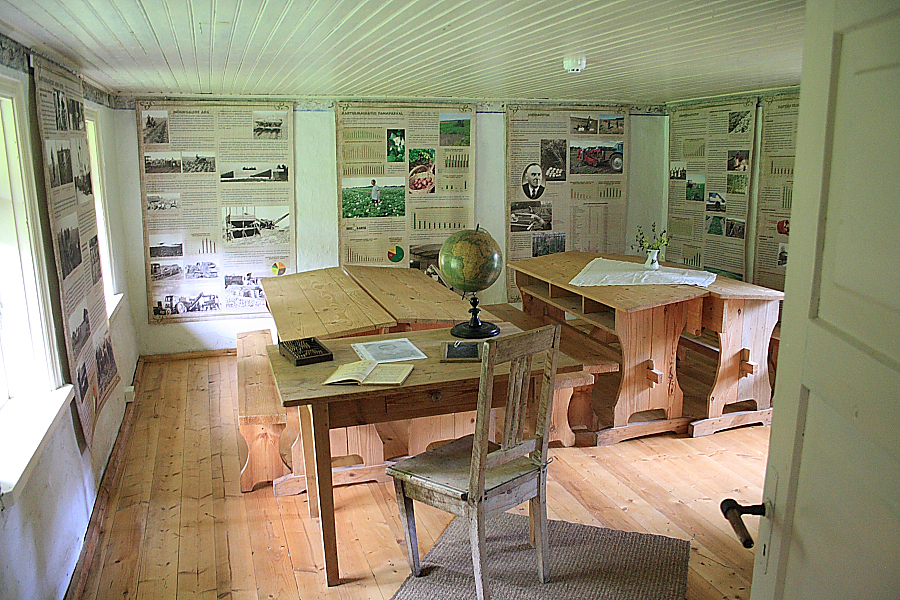
Klassrum i byskola
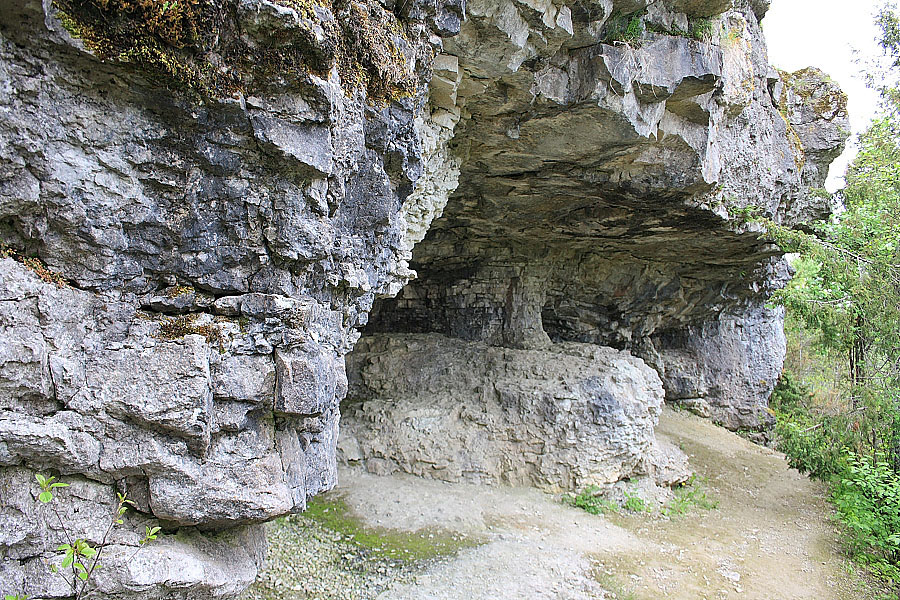
Kalkstensklippor
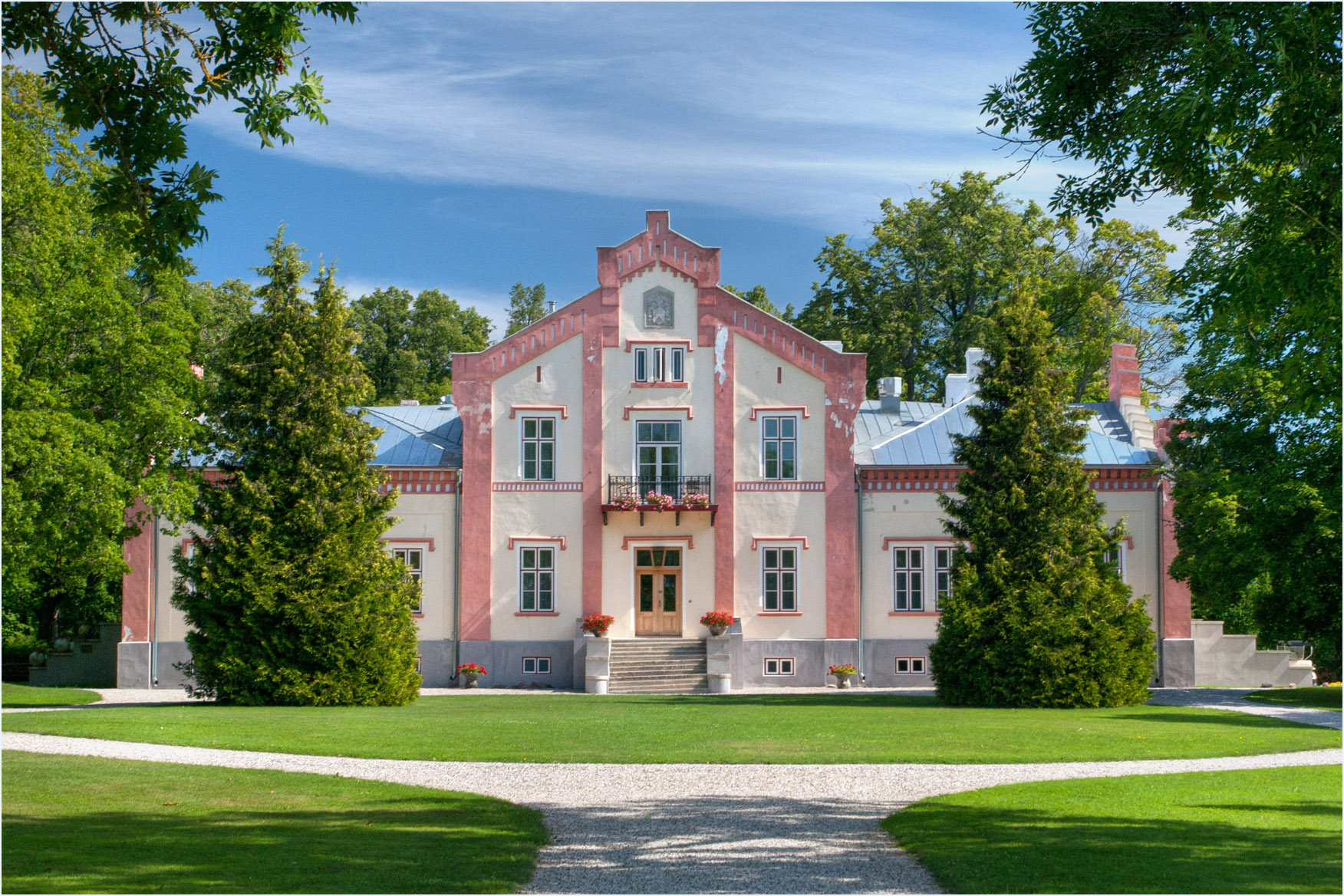
Pädaste herrgård